# كساد الزراعة البريطانية الكبير
كساد الزراعة البريطانية الكبير (بالإنجليزية: Great Depression of British Agriculture)‏ حدث في نهاية القرن التاسع عشر وبالتحديد بين عامي 1873 و1896. تزامنًا مع فترة الكساد العالمي الطويل، حصل الكساد الزراعي البريطاني بسب الهبوط الحاد في أسعار الحبوب بعد أن افتتحت الولايات المتحدة الأراضي الزراعية في سبعينيات القرن التاسع عشر، وبعد التقدم الكبير في النقل عن طريق السفن البخارية. لم تتعافَ الزراعة البريطانية من هذا الكساد إلا بعد نهاية الحرب العالمية الثانية.

## خلفية
في عام 1946، ألغى البرلمان قوانين الذرة –التي فرضت رسومًا جمركية على الحبوب المستوردة– وبذلك أوجد التجارة الحرة بشكل قانوني. كان هناك اعتقاد سائد أن التجارة الحرة ستخفض الأسعار مباشرة، إلا أن ذلك لم يحصل لمدة خمسة وعشرين سنة تقريبًا بعد الإلغاء؛ وصف اللورد إيرنل السنوات بين 1835 و1862 بأنها «العصر الذهبي للزراعة البريطانية». كانت فترة الازدهار هذه ناجمة عن ارتفاع الأسعار عقب اكتشاف الذهب في أستراليا وكاليفورنيا، الأمر الذي شجع الطلب الصناعي. انخفضت أسعار الحبوب في الفترة منذ عام 1848 وحتى عام 1850 لكنها ارتفعت مرة أخرى في عام 1953، إذ كانت حرب القرم (1853-1856) والحرب الأهلية الأمريكية (1861-1864) تمنعان تصدير الحبوب من الولايات المتحدة وروسيا، تاركة بريطانيا محمية من آثار التجارة الحرة. استمتعت بريطانيا بسلسلة من الحصادات الجيدة (ما عدا عام 1860)، وتوسعت مساحة الأراضي المزروعة مع ازدياد أسعار الأراضي وازدياد الاستثمارات في الصرف والمباني. من وجهة نظر المؤرخ روبرت إينسور، كانت التكنولوجيا المستخدمة في الزراعة البريطانية متفوقة على أغلب الزراعة في القارة نتيجة البحث والتجارب العملية لما يزيد عن قرن: «كانت سلالاتها الأفضل، وكانت محاصيلها الأكثر علميةً، وكانت ذات المردود الأعلى». صرح إيرنل بأن «المحاصيل قد بلغت حدودًا لم يتجاوزها الإنتاج قط، وربما، بقدر ما يمكن التنبؤ بأي شيء مؤكد من المجهول، لن يتجاوزها أبدًا».

## أسباب الكساد
في عام 1862، أقر الكونغرس الأمريكي مرسوم الحيازة الزراعية الذي أدى إلى استيطان جزء كبير من أراضي الغرب الأوسط الأمريكي. شهدت الولايات المتحدة أيضًا تطورًا كبيرًا في السكك الحديدية، وخاصة في البراري. امتلكت الولايات المتحدة في عام 1860 ما يقارب 30,800 ميل من السكك الحديدية؛ ازداد هذا الرقم بحلول عام 1880إلى نحو 94,200 ميل. شجعت شركات السكك الحديدية المستوطنين المزارعين من خلال وعدهم بنقل محاصيلهم بأقل كلفة ووقت. نتيجة للتقدم التقني في النقل البحري، كان هناك لأول مرة عدد كبير من السفن البخارية الرخيصة لنقل محاصيلهم عبر البحار. سبّب هذا انخفاض تكاليف النقل: في عام 1873، كانت تكلفة نقل طن واحد من الحبوب من شيكاغو إلى ليفربول تبلغ 37 شلن، إلا أنها انخفضت إلى 21 شلن في عام 1880، وإلى 14 شلن في عام 1884. ساعد الابتكارات الجديدة في مجال الآلات الزراعية مزارعي البراري الأمريكيين أيضًا. بسبب ندرة عمال المزارع المستأجرين، اضطر مزارعو البراري إلى جمع حصادهم الخاص، ما أدى إلى انحسار حدود توسعهم في الحقل بما يتوافق مع قدرة إنجاز اليدين وحدهما. أحدث ظهور الحصادة الجامعة في عام 1873 ثورةً في مجال الحصاد لأنها عنت محصولًا مضاعفًا لكل مزارع إذ جعلت من مهمة الحصاد مهمة ينجزها رجل واحد بدلًا من اثنين. ولهذه الأسباب، كانت الواردات الرخيصة من كميات هائلة من قمح البراري الأمريكي قادرة على إغراق السوق وتقويض مزارعي القمح البريطانيين واكتساحهم.
أخفت الحصادات السيئة لأعوام 1875، و1877، و1878، ولا سيما الصيف الرطب لعام 1879، سببَ الكساد. كتب دوق بيدفورد في عام 1897 أن «المزارعين والدولة ككل لم يكونوا مدركين الخطر الحقيقي للكساد... فتح النقل البحري الرخيص السوق البريطانية أمام الحبوب في أربع قارات... من السهل أن يكون المرء حكيمًا بعد أن تصيبه الكارثة، لكنه من الغريب أن ينظر أولئك القادرون على الحكم إلى كارثة لم تعد وشيكة الوقوع فقط، بل قد وقعت بالفعل، على أنها غيمة عابرة». في المواسم السابقة من الحصادات السيئة، عُوّض المزارعون بأسعار مرتفعة بسبب الندرة. على أي حال، لم يعد بوسع المزارعين البريطانيين الاعتماد على الأسعار المرتفعة بسبب الواردات الأمريكية الرخيصة.

## الآثار
بين فترتي 1871-1875 و1896-1900، ارتفع استيراد القمح والدقيق بنسبة 90%، وارتفع استيراد اللحم بنسبة 300%، أما الجبنة والزبدة فارتفع استيرادهما بنسبة 110%. انخفض سعر الدقيق في بريطانيا من 56 شلن و0 بنس لكل ربع طن في 1867-1871 إلى 27 شلن و3 بنسات في 1894-1898. حلت فترة الحضيض في 1894-1895، حين انهارت الأسعار إلى أدنى مستوياتها منذ قرن ونصف، فوصلت إلى 22 شلن و10 بنسات. عشيّة الكساد، كانت المساحة الشاملة لأراضي زرع الحبوب تبلغ 9,431,000 فدان (3,817,000 هكتار)؛ بحلول عام 1898، انحسرت إلى 7,401,000 فدان (2,995,000 هكتار)، وهو تراجع بنسبة 22% تقريبًا. خلال الفترة نفسها، ازدادت مساحة الأراضي المستخدمة للرعي الدائم بنسبة 19% أكثر من الأراضي الزراعية. بحلول عام 1900، لم تكن أراضي زراعة القمح تشغل سوى 50% من المساحة الكلية لعام 1872، وتقلصت أكثر حتى عام 1914.
سرّع الكساد أيضًا هجرة سكان الريف في بريطانيا. أظهر تعداد عام 1881 انخفاضًا في عدد العمال الزراعيين بلغ 92,250 عاملًا منذ عام 1871، مع زيادة قدرها 53,496 عاملًا حضريًا. كان العديد من هؤلاء العمال في السابق من عمال المزارع الذين هاجروا إلى المدن بحثًا عن عمل. ارتفع التعداد السكاني لبريطانيا وويلز بين عامي 1871 و1901 بنسبة 43%، لكن انخفضت نسبة الذكور العاملين في الزراعة أكثر من الثلث. وفقًا لجيمس كاريد في دليله للهيئة الملكية المعنية بالكساد في التجارة والصناعة في عام 1886، هبط الدخل السنوي لملاك الأراضي والمستأجرين والعمال إلى 42,800,000 جنيه إسترليني منذ عام 1876. لم يشهد أي بلد آخر مثل هذا التغير الاجتماعي، وكانت السياسة البريطانية متناقضة مع السياسات المتبعة في القارة. فرضت جميع الدول التي تزرع القمح رسومًا جمركية في أعقاب التوسع الأمريكي المفاجئ في زراعة قمح البراري ما عدا بريطانيا وبلجيكا. بناء على ذلك، أضحت بريطانيا الدولة الرئيسية الأكثر تقدمًا صناعيًا بأقل نسبة مكرسة للزراعة من مواردها.
كان اعتماد بريطانيا على استيراد الحبوب خلال ثلاثينيات القرن التاسع عشر يبلغ 2%؛ ارتفعت النسبة خلال فترة ستينيات القرن نفسه إلى 24%، ثم إلى 45% خلال ثمانينياته (بالنسبة إلى الذرة، كانت نسبة الاعتماد 65%). بحلول عام 1914، كانت بريطانيا معتمدة على الاستيراد بنسبة 80% من القمح و40% من اللحم.

### الآثار الاجتماعية
بين عامي 1809 و1879، كان 88% من مليونيرات بريطانيا من ملاك الأراضي؛ انخفضت هذه النسبة إلى 33% بين عامي 1880 و1914 ،وهبطت إلى ما دون ذلك بعد الحرب العالمية الأولى. خلال الأرباع الثلاثة الأولى من القرن التاسع عشر، كانت الطبقة الأرستقراطية البريطانية المالكة للأراضي الطبقة الأغنى في الدولة الأكثر ثراء في العالم بأسره. في عام 1882، كتب تشارلز جورج ميلنيس غاسكيل أن «الزيادة الهائلة في القدرة الاستيعابية للسفن، وتسهيلات التواصل مع الدول الأجنبية، والانخفاض المستمر في أسعار الحبوب واللحم» جميعها عنت اقتصاديًا وسياسيًا أن طبقة مالكي الأراضي القدماء لم يعودوا أسياد الأرض. لم تعد النخبة الثرية الجديدة مكونة من الأرستقراطيين البريطانيين، بل من رجال الأعمال الأمريكيين أمثال هنري فورد، وجون دي. روكفلر، وأندرو ميلون، الذي جمعوا ثروتهم من الصناعة لا من الأرض. بحلول أواخر القرن التاسع عشر، تفوّق الصناعيون البريطانيون على الطبقة الأرستقراطية ليصبحوا الطبقة الأغنى في الدولة. صرّح آرثر بلفور في عام 1909 قائلًا: «أصبح الجزء الأكبر من الثروات الآن في حالة سيولة كبيرة... إنها لا تتألف من عقارات ضخمة، أو حدائق وقلاع شاسعة، أو ما يشابه ذلك».